# National Film and Sound Archive
Il National Film and Sound Archive (NFSA) è un archivio audiovisivo responsabile dello sviluppo, la conservazione, il mantenimento, la promozione e l'accesso alla collezione nazionale di materiali audiovisivi. La collezione spazia da opere realizzate alla fine dell'Ottocento, quando l'industria della registrazione e del cinema era ai primordi, fino ai giorni nostri.
Collabora con PANDORA, l'archivio digitale nazionale australiano per la preservazione delle pubblicazioni on line di rilievo storico o culturale.
Dall'anno della sua nascita fino al 2001, direttore dell'archivio è stato il critico australiano Ray Edmondson.